# Barão do Bolhão
Barão do Bolhão é um título nobiliárquico criado por D. Maria II de Portugal, por Decreto de 14 de Agosto de 1851, em favor de António Alves de Sousa Guimarães, depois 1.º Conde do Bolhão.
Titulares
1. António Alves de Sousa Guimarães, 1.º Barão e 1.º Conde do Bolhão.